# فرانسواز راشمول
فرانسواز راشمول (به فرانسوی: Francoise Rachmuhl) زادۀ ۲۵ اکتبر ۱۹۳۱ در شهر نانسی، نویسنده قرن بیستم و قرن بیست و یکم میلادی اهل فرانسه است.
او برای خدمات طولانی مدت خود در عرصهٔ تدریس و ادبیات به‌ویژه تألیف بیش از سی رمان برندهٔ نشان نخل آکادمیک است.

## آثار
مهم‌ترین آثار فرانسواز راشمول عبارتند از:
· Antigone la courageuse (2017)
· Héraclès le valeureux (2016)
· Héroïnes et héros de la mythologie grecque (2016)
· Contes d'Irlande (2013)
· Dieux & déesses de la mythologie grecque (2013)
· La Bible en 15 récits (2011)
· Passage de l'ombre (2010)
· Le grand voyage d'Ulysse (2009)
· 15 Légendes extraordinaires de dragons (2007)
· 13 Contes et récits d'Halloween (2000)
· Les fabliaux du Moyen âge (1999)
· Contes traditionnels d'Alsace (1995)
· Oiseau-sur-l'Épaule (1988)
· Histoires lisses (1985)

## ترجمه به فارسی
- آنتیگون، شاهدخت بی‌پروا، مترجم محمدجواد کمالی، نشر قطره، 1402.